# 大阪市立放出小学校
大阪市立放出小学校（おおさかしりつ はなてん しょうがっこう）は、大阪府大阪市城東区にある公立小学校。
1975年に大阪市立今福小学校より分離開校した。2000年代には児童数1000人を超える規模で推移し、2008年5月時点では児童数・学級数ともに大阪市立小学校では2番目の大規模校となっている。

## 沿革
- 1975年4月1日 - 大阪市立放出小学校として、現在地に創立。
- 1975年7月25日 - プール完成。
- 1976年6月10日 - 講堂兼体育館落成。

## 通学区域
- 大阪市城東区 放出西1丁目-3丁目
- 大阪市城東区 新喜多東1丁目の一部。
- 大阪市城東区 新喜多東2丁目。

卒業生は基本的に大阪市立放出中学校に進学する。

## 交通
- 片町線（学研都市線）・大阪市高速電気軌道（Osaka Metro）今里筋線 鴫野駅 北東へ約1.3km。
- 片町線（学研都市線）・おおさか東線 放出駅 北西へ約1.5km。